# 운제산

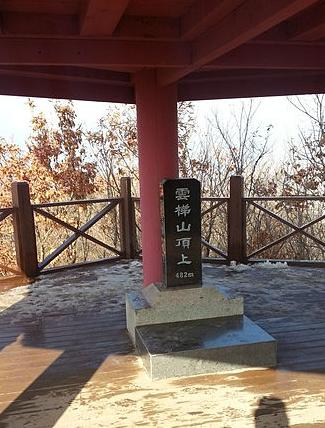
운제산정상비

운제산(雲梯山)은 대한민국 경상북도 포항시 남구 오천읍 항사리와 대송면 산여리에 걸쳐 있는 산이다. 산의 높이는 해발 482m이다.

## 위치
경상북도 포항시 남구 오천읍 동쪽 기슭에 신라 진평왕 때 창건된 유서 깊은 사찰 오어사(吾魚寺)가 있으며, 대송면에 있는 포스코 철강단지 남쪽으로 가다보면 산 아래쪽에 대규모 휴양지인 영일만온천이 있고 산맥을 따라 남쪽 계속 가다보면은 토함산 자락을 만날 수 있다.

## 유래
원효대사와 혜공선사가 이곳 운제산에서 함께 수도를 하면서 구름을 사다리 삼아 절벽을 넘나들어 운제산이라고 했다는 설과 신라의 제2대 왕인 남해왕(南解王)의 비 운제부인(雲帝夫人)의 성모단이 있어 이름이 유래되었다는 설이 있다. 가뭄이 심할 때 산 정상에 있는 대왕암에서 기우제를 지내면 영험하다는 전설이 전한다.
또한 운제산성모에 관한 기록은 『삼국유사』 1권 남해왕조(南解王條)에도 전하고 있다. 내용은 “남해거서간(南海居西干)은 또한 남해차차웅(南海次次雄)이라고 이르니, 이것은 존장(尊長)의 칭호로서 오직 왕을 일컫는다. 아버지는 혁거세(赫居世)이고, 어머니는 알영부인(閼英夫人)이다. 비는 운제부인(雲帝夫人)이다. 달리 운제(雲梯)로도 쓰니 지금도 영일현 서쪽에 운제산성모가 있다. 가뭄에 빌면 영검이 있다. ”고 되어 있다.
이 기록은 신라의 제2대왕인 남해왕을 언급한 것으로, 그의 비인 운제부인을 강조한 것으로 보인다. 특히 중요하게 간주되는 사실은 일연(一然) 당시에 운제산성모가 잔존하고 있었고, 이곳에 빌면 가뭄에 대한 영검을 얻을 수 있다는 점이다. 이는 신모신앙(神母信仰) 또는 산모신앙(山母信仰)으로 판별된다. 신모신앙의 대표적 사례로는 선도산성모(仙桃山聖母)·지리산성모(智異山聖母)·정견모주(正見母主)·성거산여신(聖居山女神)·치술령신모(鵄述嶺神母) 등을 들 수 있다.
이들 신모는 운제산성모와 견주어지는 것들로 각종 문헌에 전하는 기록이 있다. 운제산성모의 신격은 가뭄 때와 깊이 관련되어 있는데, 가뭄에 빌면 효험이 있다고 한 기록이 그 증거이다. 이는 물을 관장하는 것이고, 물은 곧 농사와 깊은 관련을 맺기 때문에 운제산성모는 농사를 풍요롭게 하는 풍농신(豊農神)의 성격을 지닌다.
물과 관련되는 미륵할미신앙이나 「노적봉전설(露積峰傳說)」 등과도 관련이 있다. 이뿐만 아니라 산모신앙은 지역수호신적 성격도 지니기 때문에 복합적 신격으로 간주된다. 운제산성모는 왕권신화·산모신앙·지역수호신앙 등이 복합된 것으로 이른 시기에 보여지는 긴요한 자료로 평가되고 있다.

## 같이 보기
- 오어사
- 불국사
- 토함산
- 한국의 산